# El Huindure
El Huindure är en ort i Mexiko.   Den ligger i kommunen Arteaga och delstaten Michoacán de Ocampo, i den södra delen av landet, 300 km väster om huvudstaden Mexico City. El Huindure ligger 228 meter över havet och antalet invånare är 117. Den ligger vid sjön Presa Adolfo López Mateos.
Terrängen runt El Huindure är huvudsakligen kuperad. El Huindure ligger nere i en dal. Runt El Huindure är det mycket glesbefolkat, med 6 invånare per kvadratkilometer. Närmaste större samhälle är Infiernillo, 16,2 km söder om El Huindure. I omgivningarna runt El Huindure växer huvudsakligen savannskog.